# Kalkspikkel
De kalkspikkel (Dichoporis taylorii) is een korstmos behorend tot de familie Strigulaceae. Hij leeft op steen in symbiose met de alg Trentepohlia. Het is een vaak over het hoofd geziene soort die voorkomt op de schors van loofbomen (vooral Quercus, Alnus, Fraxinus, Juglans) in vochtige schaduwrijke omstandigheden. Zeldzaam komt het voor op kalksteen.

## Kenmerken
Het thallus is crustose en olijfbruin tot donkerbruin van kleur. Perithecia meten 0,2 tot 0,3 mm. Ze zijn alleen aan de basis verzonken en steken verder uit. Het korstmos heeft de volgende kenmerkende kleurreacties van het thallus: K-, C-, KC-, P-.
De asci zijn 8-sporig. De ascosporen zijn enkelvoudig gesepteerd, sterk ingesnoerd bij het septum, hyaliene, spoelvormig en meten (16-)19(-27) × (3,5-)4-5 μm. Macropycnidia zijn zwart, (0-)1-septaat, langwerpig cilindrisch en meten (12,5-)13,5-17,5(-20) × (2-)2,5-3(-3,5) μm. Micropycnidia zijn vergelijkbaar maar kleiner (0,05 tot 0,1 mm in diameter). 

## Verspreiding
De kalkspikkel is wijdverbreid in mediterraan en vooral Atlantisch Europa en ook bekend uit Macaronesië. Verder zijn er verschillende waarnemingen bekend uit de westelijke Alpen (Frankrijk) en in Italië. In Nederland komt hij zeldzaam voor. Hij staat op de rode lijst lijst in de categorie 'Kwetsbaar'.